# Wiosna
Wiosna (svenska:Vår) är ett politiskt parti i Polen. Partiet utlystes offentligt den 3 februari 2019 av den tidigare borgmästaren för Slupsk, Robert Biedroń. Wiosna är ett socialdemokratiskt och pro-europeiskt parti.
Partiet anser sig vara ett alternativ till både Lag och rättvisa och oppositionspartiet Medborgarplattformen.

## Nuvarande ledare
Wiosnas nuvarande ledare och grundare heter Robert Biedroń. Född  13 april 1976 i staden Rymanówi södra Polen, nära Slovakiens gräns. 
Från att tidigare ha varit borgmästare i den nordpolska staden Słupsk bestämde han sig för att prova sig fram på den nationella politiska scenen. 
Vid 15 års ålder insåg Biedrón att han var gay och 1996 när han tog examen från tekniska högskolan började han engagera sig i LGTB (svenskans HBTQ,  homosexuella, bisexuella, transpersoner och queer-personer). Efter detta började han studera politik och gick även med i ungdomsorganisationen för ”Republiken Polens socialdemokrati” och tog senare en magisterexamen inom statsvetenskap.  
I början på 2000-talet arbetade han som konsult för flera människorättsorganisationer, både i Polen och utomlands, var aktiv inom OutRage-organisationen som arbetar för HBT-folkens rättigheter, deltog i Polens första parad för jämlikhet och grundade en rikstäckande organisation som kallas “Kampanjen mot homofobi”. Utöver att organisationen försöker motverka diskriminering på grund av sexuell läggning och könsidentitet i det polska samhället så erbjuder de även psykologisk och juridisk hjälp till offer för våld och diskriminering på grund av sexuell läggning och könsidentitet.
Genom detta utmärker sig Biedroń att vara landets enda öppet homosexuella politiker och brinner för att stärka HBTQ-personers rättigheter.Den 3 februari 2019 grundade  Biedroń det politiska partiet Wiosna och är sedan dess partiets ledare.

## Allmänt om den politiska situationen i Polen
PO och PiS är Polens största partier och de anses ofta vara varandras främsta, politiska fiender. Partierna är delvis knutna till olika ideologier: PO är mer liberala medan är PiS nationalkonservativa. Generellt kan man se att PO har större stöd i stora städer, till skillnad från PiS som i stället har flest anhängare i mindre städer. Vissa menar att partierna skapar en farlig splittring inom landet eftersom de polariserar folket i olika frågor. Här vill Biedroń att Wiosna ska vara en demokratisk, enande kraft i Polen. Han försöker locka till sig väljare från såväl PO som PiS, något som inte är helt okomplicerat. 

## Reaktioner hos folket på Wiosnas politik
Enligt mätningar under våren har Wiosna, som bäst, varit Polens tredje största parti. Wiosna utmärker sig eftersom de driver frågor som de andra, stora partierna inte lika uttalat står bakom. Exempelvis vill partiet godkänna samkönade äktenskap, vilket gjort att partiet fått ökat stöd bland annat homosexuella personer. Det tycks i allmänhet också vara så att Wiosna har många unga väljare. 
I Polen finns det statistik som visar att ca 90 procent av befolkningen ser sig som religiösa. En hjärtefråga för Wiosna är att man vill separera kyrkan och staten, vilket – främst bland religiösa personer – fått starka reaktioner. 
Partiet vill också att kolgruvor ska avvecklas, något som också kan bli svårt att realisera. Dels består landets energiförsörjning till stor del av kol, dels är gruvindustrin starkt förknippad med identitet på flera orter. Verksamheten har alltså en emotionell laddning som kan göra det svårt att driva igenom partiets agenda i denna fråga. 

## Politik och hjärtefrågor
Nedan listas en del av partiets mål för det polska samhället och medborgarna:
- Garantera smärtfri förlossning.
- Liberalisera abortlagarna och införa fri abort till vecka 12.
- Stärka HBTQ-personers rättigheter.
- Pensionärernas rättigheter. Bland annat vill de införa en lägsta inkomstnivå för pensionärer.
- Införa barnbidrag även för första barnet, idag utgår ersättning bara för fler barn än ett.
- Införa en veckas betald semester för den som tar hand om en person med funktionsnedsättning.
- Förbättra infrastrukturen.
- Förbättra sjukvården.
- Föra fram en grönare politik bl.a. genom att stänga kolgruvorna och fasa ut kolkraften till 2035.
- Begränsa katolska kyrkans makt genom att separera kyrkan från staten, ta bort religionsundervisning i offentliga skolan, ta bort privilegier för präster och införa beskattning av katolska kyrkan.